# Edouard F. Henriques
Edouard F. Henriques é um maquiador estadunidense. Foi indicado ao Oscar de melhor maquiagem e penteados em três ocasiões por seu trabalho técnico na composição das personagens em obras cinematográficas.

## Prêmios e indicações
- Indicado: Oscar de melhor maquiagem e penteados — The Cell (2000)
- Indicado: Oscar de melhor maquiagem e penteados — Master and Commander: The Far Side of the World (2003)
- Indicado: Oscar de melhor maquiagem e penteados — The Way Back (2010)